# Дорн, Макс
Макс Дорн (нем. Max Dorn) — австрийский шахматист.
Серебряный призер чемпионата Австрии 1953 г. Бронзовый призер чемпионата Австрии 1957 г.
В составе сборной Австрии участник ряда международных командных матчей.
Участник международного турнира в Бад-Гаштайне (1948 г.).

## Спортивные результаты
| Год  | Город       | Соревнование                                       | + | −  | = | Результат | Место |
| ---- | ----------- | -------------------------------------------------- | - | -- | - | --------- | ----- |
| 1943 | Вена        | Чемпионат Вены                                     |   |    |   |           |       |
| 1948 | Бад-Гаштайн | Международный турнир                               | 4 | 10 | 5 | 6½ из 19  | 17—18 |
| 1953 | Вольфсберг  | Чемпионат Австрии                                  |   |    |   | ? из 13   | 2     |
|      | Вена        | Матч Австрия — СССР (против В. П. Симагина)        | 0 | 1  | 1 | ½ из 2    |       |
|      | Ашаффенбург | Матч ФРГ — Австрия (9-я доска, против В. Нипхауза) | 0 | 1  | 1 | ½ из 2    |       |
| 1955 | Прага       | Матч Чехословакия — Австрия (против В. Стулика)    | 1 | 0  | 1 | 1½ из 2   |       |